# 名古屋市立伊勢山中学校
名古屋市立伊勢山中学校（なごやしりつ いせやまちゅうがっこう）は、名古屋市中区正木三丁目2番21号にある公立中学校。

## 沿革
- 1947年（昭和22年）4月1日 - 名古屋市立橘小学校において、名古屋市立伊勢山中学校として設立[1]。
- 1949年（昭和24年） - 本校舎が竣工し、1年生を橘小に残し、2・3年生を収容[1]。
- 1951年（昭和26年）4月5日 - 1年生を本校舎に収容し、増築工事完了まで二部授業を実施し、対応[1]。
- 1958年（昭和33年）4月1日 - 特殊学級を新設[1]。
- 1983年（昭和58年） - 運動場全面改修工事が竣工し、伊勢山中学校遺跡の発掘調査が行われる[1]。
- 2022年（令和4年）度 - 体育館にエアコンが整備される[2][3]。

## 部活動

### 体育・運動部
- サッカー部[4]
- 野球部[4]
- バレーボール部（男子）[4]
- バレーボール部（女子）[4]
- ソフトテニス部（男子）[4]
- ソフトテニス部（女子）[4]
- ソフトボール部[4]
- 剣道部（男・女）[4]
- 陸上部（男・女）[4]

### 文化部
- 吹奏楽部[4]
- 美術部[4]

## 通学区域
- 名古屋市立松原小学校学区[5]
- 名古屋市立橘小学校学区[5]
- 名古屋市立平和小学校学区[5]
- 名古屋市立正木小学校学区[5]